# مسجد پادشاهی

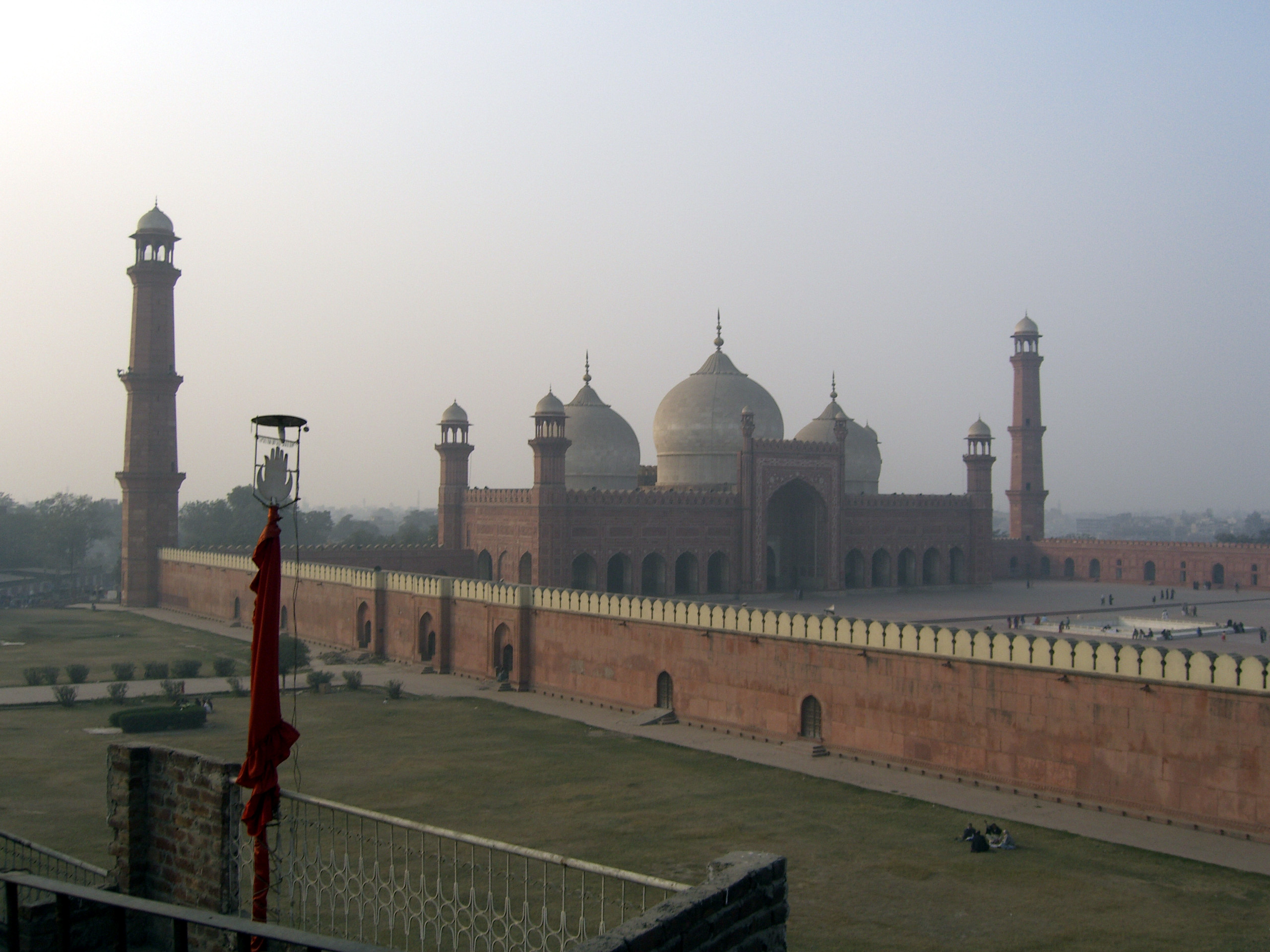
دورنمایی از محوطه مسجد بادشاهی که در سده هفدهم میلادی به‌دست اورنگ زیب امپراتور گورکانی در لاهور ساخته شد.

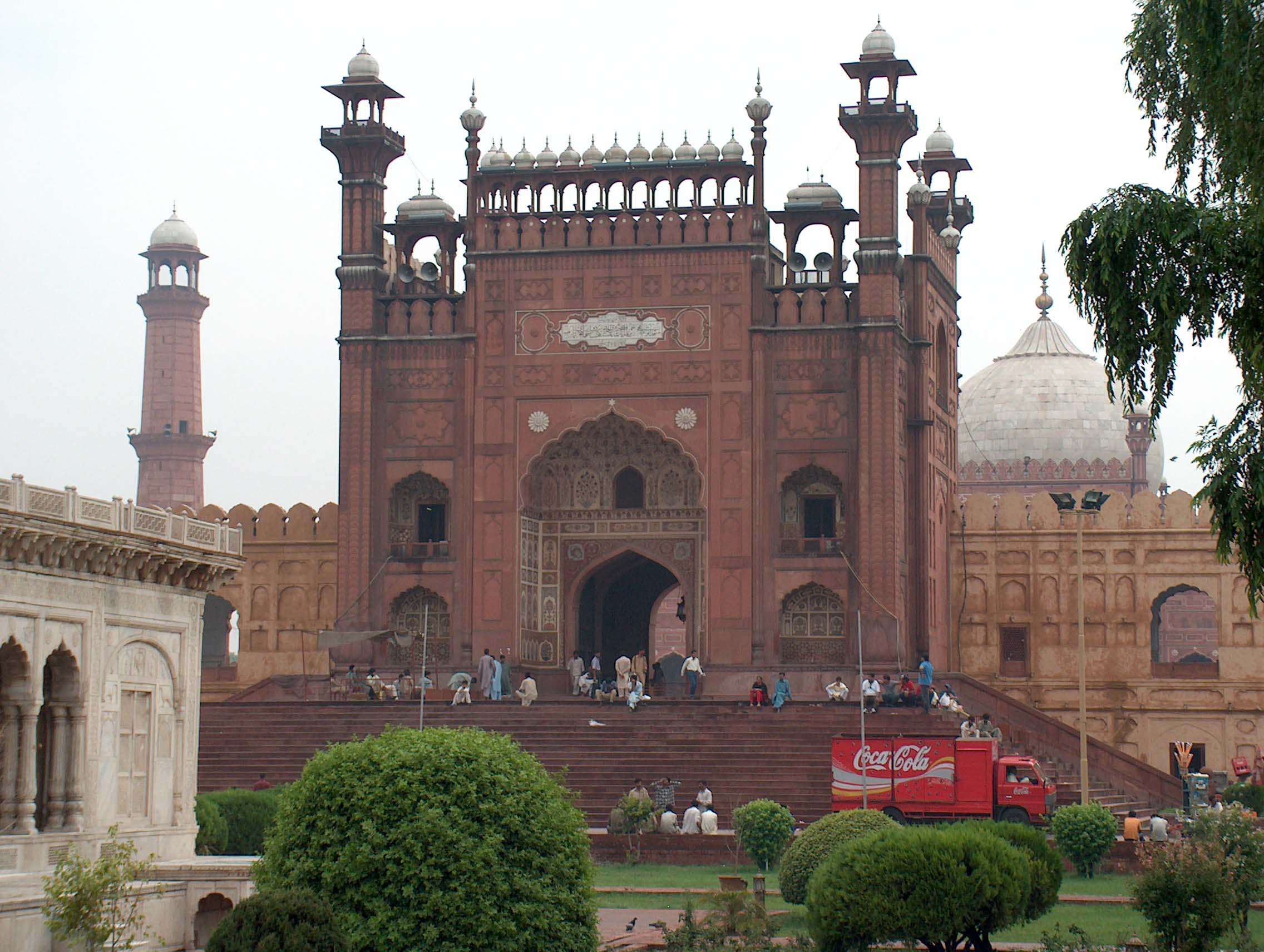
ورودی اصلی مسجد بادشاهی یا دروازه عالمگیر که مقابل قلعه لاهور قرار دارد و بعدها به ساختمان اصلی مسجد افزوده شده‌است.

مسجد پادشاهی (به اردو: بادشاهی مسجد) یا مَسجـِدِ پادْشاهی یا مسجدِ عالَمگیری یکی از مساجد تاریخی پاکستان است که در شهر لاهور واقع شده‌است. این مسجد به دستور اورنگ‌زیب عالمگیر، آخرین امپراتور گورکانی هند در سال ۱۶۷۳ میلادی (۱۰۵۰ شمسی) ساخته شد و از بناهای مهم معماری اسلامی در پاکستان به‌شمارمی‌رود. این مسجد دومین مسجد بزرگ پاکستان به حساب می‌آید.
از مسجد بادشاهی به عنوان نقطه تحولی در تاریخ معماری شبه‌قاره هند یاد می‌شود که همه شکوه و زیبایی دوره گورکانی در آن متمرکز شده‌است.
این بنا پس از بنای تازه‌ساز مسجد شاه فیصل که در اسلام‌آباد واقع شده دومین مسجد بزرگ در پاکستان و جنوب آسیا و پنجمین مسجد بزرگ جهان است که گنجایش ۵۰۰۰ نمازگزار را دارد و از جاذبه‌های مهم گردشگری پاکستان به‌شمار می‌رود.

## تاریخچه
ساخت مسجد از ماه مه سال ۱۶۷۱ تا ماه آوریل سال ۱۶۷۳ حدود ۲ سال طول کشیده که با اختصاص سی لک (سه میلیون) روپیه آغاز شده‌است. ورودی اصلی مسجد مقابل قلعه لاهور قرار دارد و به دروازه عالمگیر مشهور است که بعدها به ساختمان مسجد افزوده شده‌است.
کتیبه فارسی بالای درِ ورودی مسجد که به خط ثلث و نستعلیق است خبر می‌دهد که ساخت این مسجد در سال ۱۰۸۴ ق. توسط برادر رضاعی اورنگ‌زیب، مظفرحسین معروف به فدائی خان کوکه، به پایان رسیده‌است.
از سال ۱۸۵۲ به بعد بخش‌هایی از مسجد بادشاهی مرمت شد. از سال ۱۹۳۹ تا ۱۹۶۰ م مرمت وسیعی صورت گرفت که هزینه ای در حدود ۴/۸ میلیون روپیه دربرداشت که مسجد را به شکل و حالت و شرایط اولیه خودش بازگرداند.
در سال ۲۰۰۰ میلادی ایوان اصلی را به وسیله سنگ مرمر آراستند که به زیبایی مسجد افزوده‌است.

## مشخصات
این مسجد گنجایش حدود ۵۰٬۰۰۰ نمازگزار را دارد و معماری آن به سبک معماری دوره گورکانی یا مغولی است که ارتباط زیادی با معماری ایرانی دارد. مسجد بادشاهی یکی از شاهکاری معماری، کاشی‌کاری و نجاری ایرانی است و ظاهر و حالتی شاخص، وسیع و با شکوه دارد. معماری و طراحی مسجد بادشاهی به ویژه از نظر نما دارای توازن و هماهنگی نزدیکی با مسجد جامع دهلی در هند است که در سال ۱۶۴۸م به‌دست پدر اورنگ‌زیب، امپراتور شاه جهان، ساخته شده‌است. اما برخلاف مسجد جامع دهلی که مناره‌های آن هشت ضلعی است مناره‌های این بنا مقطعی مربع شکل دارند.
نمای خارجی مسجد بادشاهی را با سنگ‌های حکاکی شده تزئین کرده‌اند و به‌ویژه از فرم لوتوس بهره گرفته‌اند که شکل عمده آن برجسته است. لبه بالایی دیوارها با کنگره‌های زیبایی آراسته شده‌است و سنگ مرمر بر زیبایی بنا افزوده‌است
در تزئینات داخلی از گچ‌کاریهای زیبا، تزئینات و نقش و نگارهای اسلیمی و منبت‌کاری و نقاشی روی دیوار استفاده شده‌است.
دیوارهای مسجد بادشاهی از آجرهای کوره‌ای پخته شده و ساروج است که روکشی از سنک شنی قرمز دارد و پایه ستون‌ها از سنگهای مرمر رنگارنگ هستند. برای پوشاندن کف اصلی حیاط از آجرهای کوره‌ای پخته شده استفاده کرده بودند که در مرمتی که طی سالهای ۶۰–۱۹۳۹ م انجام گرفت با سنگ‌های شنی قرمز جایگزین شد.
مسجد دارای شبستان طویلی است و به وسیله طاق‌نماهای تزئین شده به ۷ قسمت تقسیم شده‌است. بیرون از این ۷ قسمت ۳ جفت گنبد از سنگ مرمر است و دارای قوسی است که در نوع خودش بسیار عالی است. کف اصلی در اتاق مربوط به خواندن نماز و دعا با آجرها و سنگ مرمر با فرم منظمی پوشانده شده‌است.
در این مسجد تنها دو کتیبه وجود دارد: یک کتیبه بر روی دروازه ورودی و دیگری کتیبه‌ای در شبستان زیر ایوان اصلی.

## نگارخانه

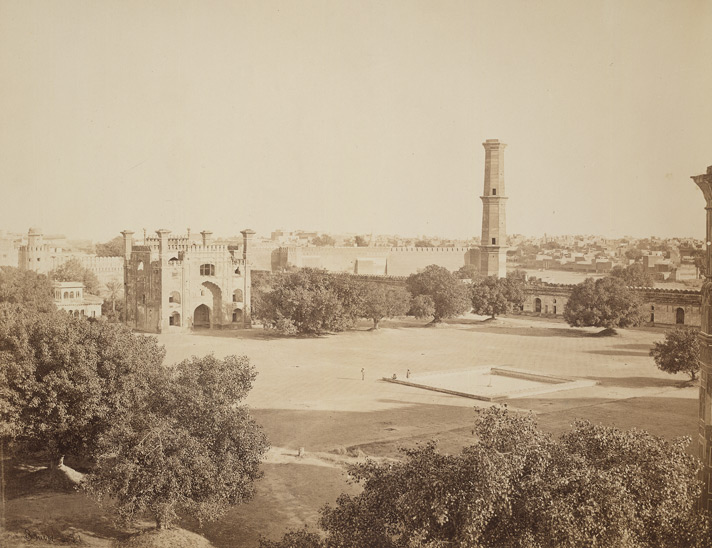
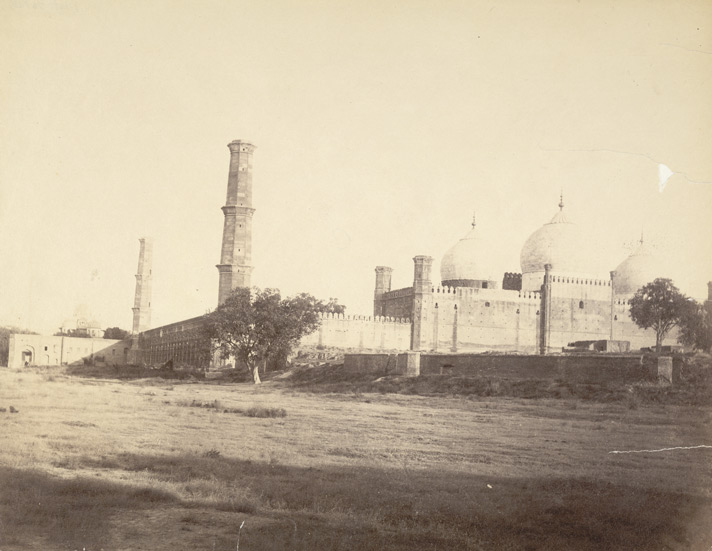
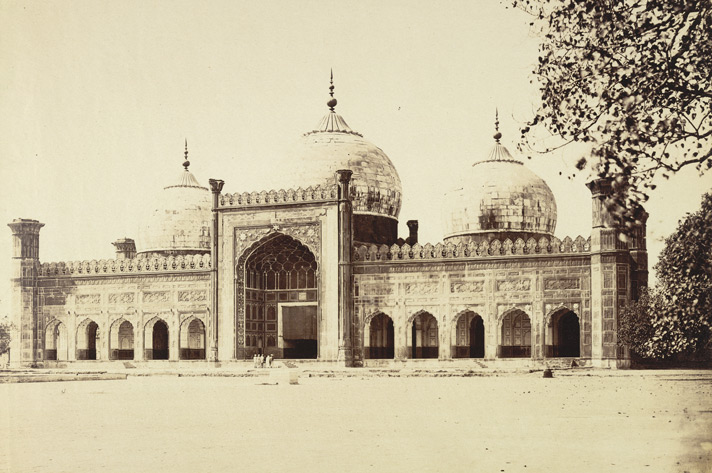
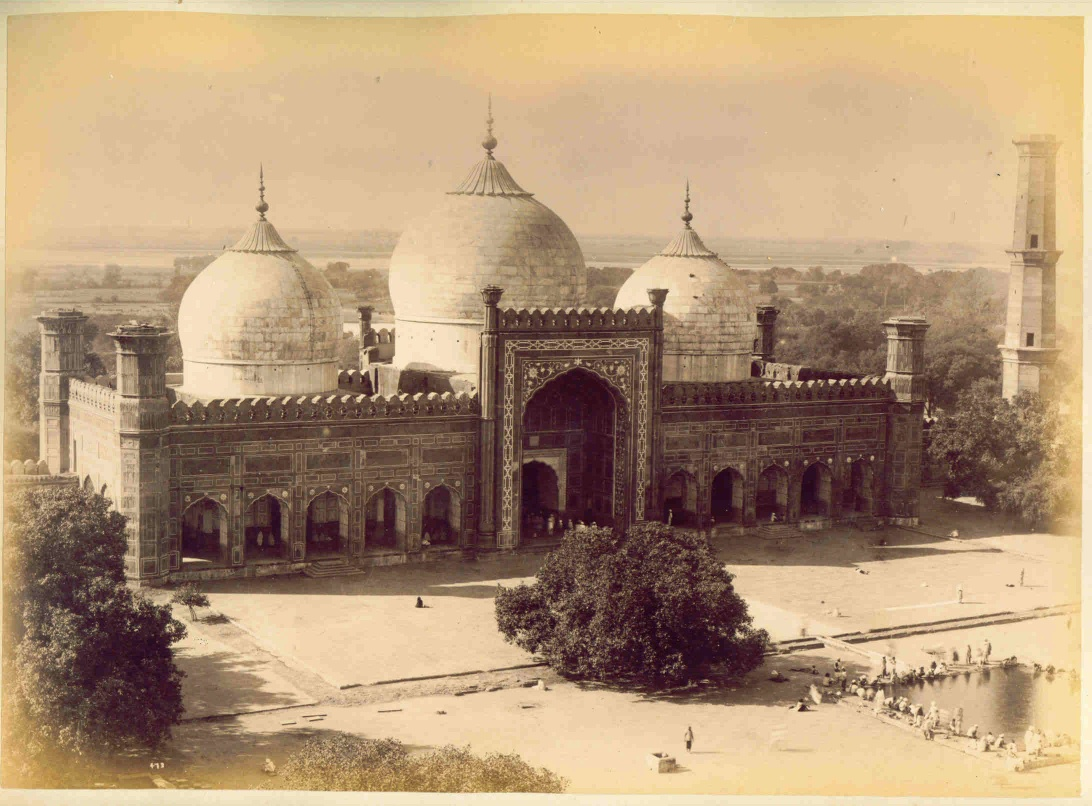
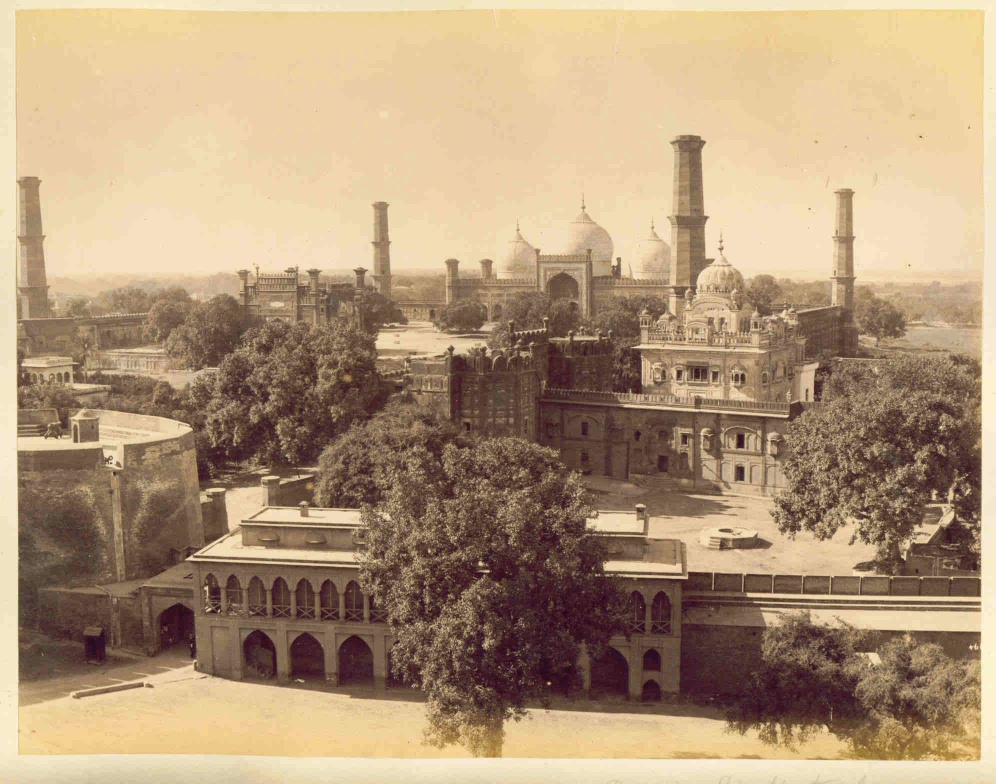
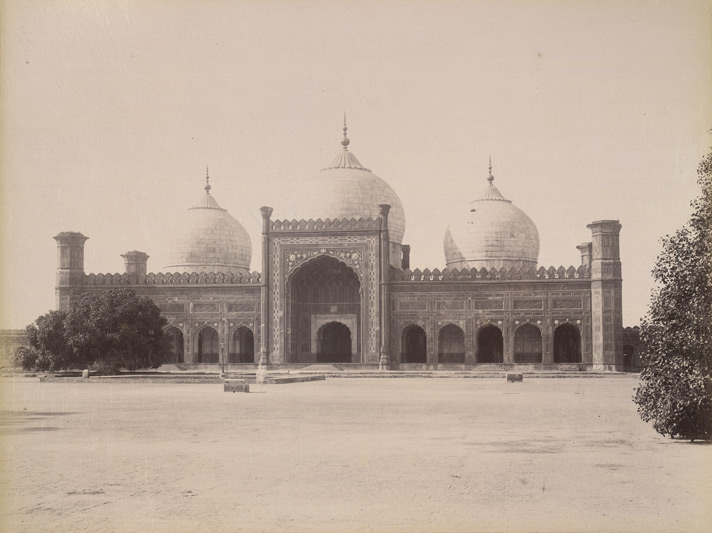
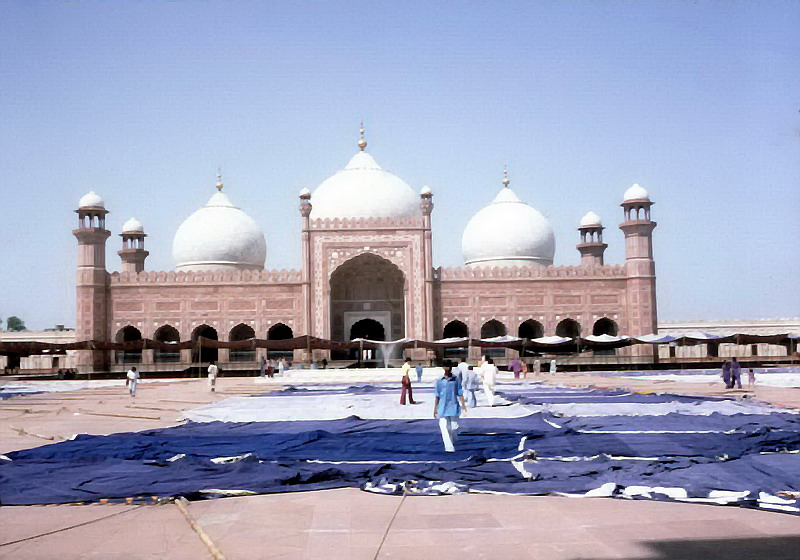
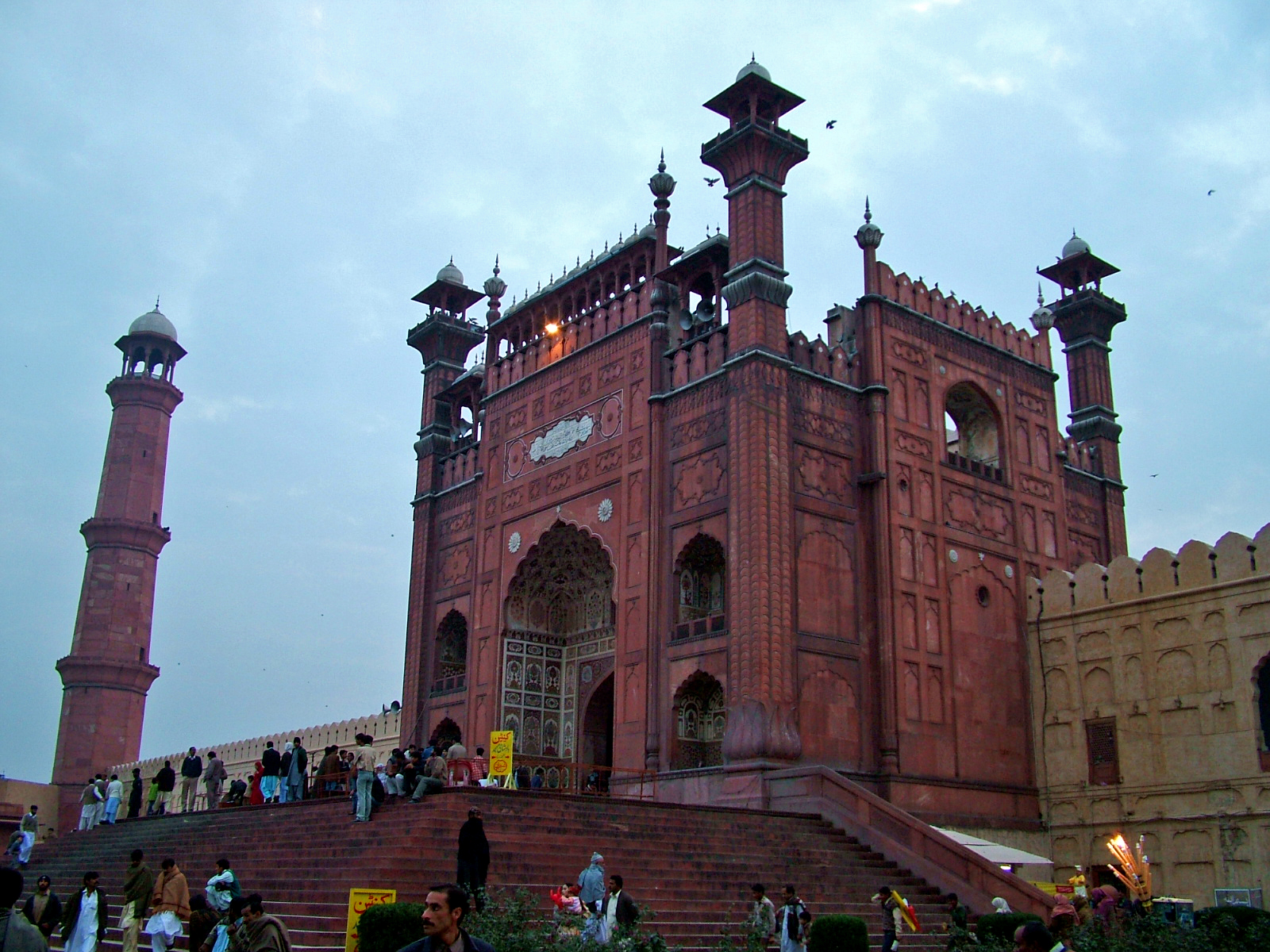
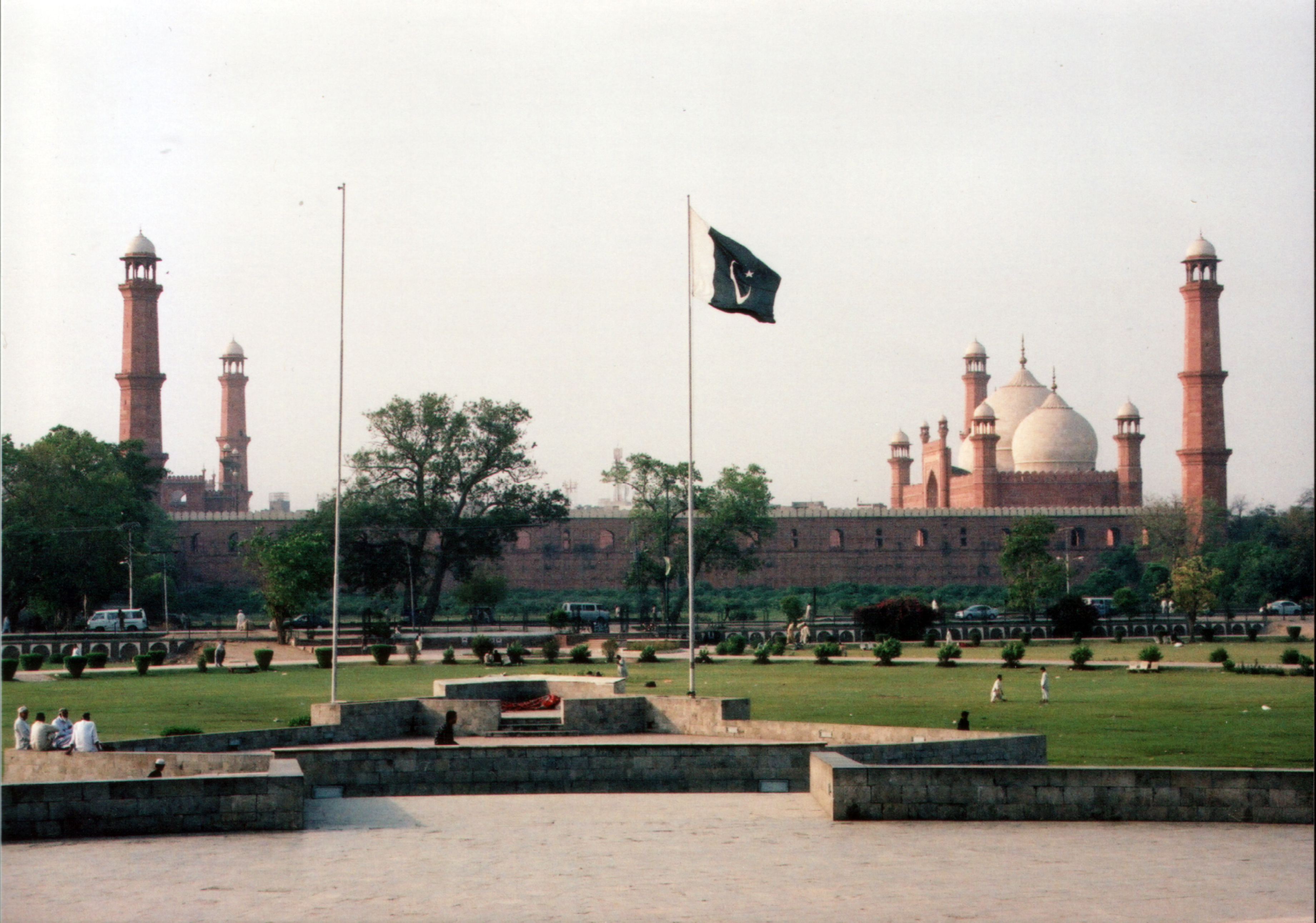